# Ліхіні Веерасурія
Ліхіні Веерасурія (нар. 20 лютого 1972) — колишня шрі-ланкійська тенісистка.
Найвищу одиночну позицію світового рейтингу — 268 місце досягла 15 лютого 1993, парну — 292 місце — 5 липня 1993 року.
Здобула 3 одиночні титули туру ITF.
Завершила кар'єру 2000 року.

## Фінали ITF (3–7)

### Одиночний розряд (3–5)
| Легенда          |
| ---------------- |
| турніри $100,000 |
| турніри $75,000  |
| турніри $50,000  |
| турніри $25,000  |
| турніри $10,000  |

| Фінали за покриттям |
| ------------------- |
| Тверде (2–4)        |
| Ґрунт (1–1)         |
| Трава (0–0)         |
| Килим (0–0)         |

| Результат | Дата           | Категорія | Турнір                     | Покриття | Суперниця          | Рахунок          |
| --------- | -------------- | --------- | -------------------------- | -------- | ------------------ | ---------------- |
| Перемога  | 3 грудня 1990  | 10,000    | Белу-Оризонті, Бразилія    | Ґрунт    | Окада Сіхо         | 4–6, 6–1, 7–5    |
| Поразка   | 1 липня 1991   | 10,000    | Палермо, Італія            | Ґрунт    | Габріелла Боск'єро | 7–5, 4–6, ret.   |
| Перемога  | 1 червня 1992  | 10,000    | Кі-Біскейн (Флорида), США  | Тверде   | Елікс Крік         | 6–0, 6–2         |
| Поразка   | 17 серпня 1992 | 10,000    | Тайбей, Китайський Тайбей  | Тверде   | Пак Сон Хі         | 3–6, 6–1, 6–7(2) |
| Поразка   | 24 серпня 1992 | 10,000    | Тайбей, Китайський Тайбей  | Тверде   | Пак Сон Хі         | 5–7, 6–3, 4–6    |
| Поразка   | 31 серпня 1992 | 10,000    | Тайбей, Китайський Тайбей  | Тверде   | Пак Сон Хі         | 2–6, 6–3, 4–6    |
| Перемога  | 30 жовтня 1995 | 10,000    | Фріпорт, Багамські Острови | Тверде   | Джері Інгрем       | 6–1, 6–7(5), 6–3 |
| Поразка   | 3 червня 1996  | 10,000    | Лоренсвілл (Джорджія), США | Тверде   | Ванесса Вебб       | 1–6, 3–6         |

### Парний розряд (0–2)
| Легенда          |
| ---------------- |
| турніри $100,000 |
| турніри $75,000  |
| турніри $50,000  |
| турніри $25,000  |
| турніри $10,000  |

| Фінали за покриттям |
| ------------------- |
| Тверде (0–0)        |
| Ґрунт (0–2)         |
| Трава (0–0)         |
| Килим (0–0)         |

| Результат | Дата              | Категорія | Турнір                 | Покриття | Партнерка    | Суперниці                        | Рахунок  |
| --------- | ----------------- | --------- | ---------------------- | -------- | ------------ | -------------------------------- | -------- |
| Поразка   | 12 листопада 1990 | 10,000    | Порту-Алегрі, Бразилія | Ґрунт    | Енн Гросбек  | Клаудія Чабалгойті Лусіана Телла | 1–6, 1–6 |
| Поразка   | 6 липня 1992      | 10,000    | Індіанаполіс, США      | Ґрунт    | Джері Інгрем | Лакшмі Порурі Гезер Вілленс      | 1–6, 1–6 |